# شصية روشية
شصية روشية (الاسم العلمي:Uncinaria rauschi) هي نوع من الحيوانات تتبع جنس الشصية من فصيلة الملقوات.